# Roś Biała Cerkiew
Roś Biała Cerkiew (ukr. Футбольний клуб «Рось» Біла Церква, Futbolnyj Kłub „Roś” Biła Cerkwa) – ukraiński klub piłkarski z siedzibą w Białej Cerkwi, w obwodzie kijowskim. Założony w roku 1983.
Występował do 2011 w rozgrywkach ukraińskiej Drugiej Lihi.

## Historia
Chronologia nazw: 
- 1983—1988: Dynamo Irpień (ukr. «Динамо» Ірпінь)
- 1988—1992: Dynamo Biała Cerkiew (ukr. «Динамо» Біла Церква)
- 1992—1994: Roś Biała Cerkiew (ukr. «Рось» Біла Церква)
- 1995: Transimpeks-Roś Biała Cerkiew (ukr. «Трансімпекс-Рось» Біла Церква)
- 1996—1997: Roś Biała Cerkiew (ukr. «Рось» Біла Церква)
- 1997: Domobudiwnyk Biała Cerkiew (ukr. «Домобудівник» Біла Церква)
- 1997—2002: Rihonda Biała Cerkiew (ukr. «Рігонда» Біла Церква)
- luty 2002—...: Roś Biała Cerkiew (ukr. «Рось» Біла Церква)

Drużyna piłkarska Dynamo Irpień została założona w 1983 roku jako drugi zespół klubu Dynamo Kijów. Do 1988 roku reprezentowała miasto Irpień (ok. 95 km od Białej Cerkwi). Potem drużyna przeniosła się do Białej Cerkwi i nazywała się Dynamo Biała Cerkiew. Drużyna brała udział w rozrywkach piłkarskich byłego ZSRR.
Od początku rozrywek w niezależnej Ukrainie klub już z nową nazwą Roś Biała Cerkiew (Roś - to nazwa rzeki płynącej przez Białą Cerkwią) występował w rozgrywkach Pierwszej Lihi. Po sezonie 1992/93 spadł do Drugiej Lihi.
Od sezonu 1993/94 zawsze występuje w Drugiej Lidze zmieniając nazwy. W związku z problemami finansowymi klub zmieniał sponsorów i nazywał się Transimpeks-Roś Biała Cerkiew, Domobudiwnyk Biała Cerkiew, Rihonda Biała Cerkiew. Ale od lutego 2002 roku ponownie nazywa się Roś Biała Cerkiew.

## Sukcesy
- 4 miejsce w Pierwszej Lidze (1 x):

1992

## Trenerzy
- 1984–1986:  Wiktor Kanewski
- 1987:  Anatolij Mołotaj
- 1989:  Witalij Pyłypenko
- 1990:  Wołodymyr Onyszczenko
- 1991–1992: / Stanisław Honczarenko
- 03.1993–08.1993:  Wiktor Dubyno
- 09.1993–11.1995:  Hryhorij Duhin
- 03.1996–06.1996:  Mykoła Łytwyn
- 07.1996–11.1996:  Witalij Krasnoszczokow
- 03.1997–06.1997:  Hryhorij Duhin
- 07.1997–11.1997:  Ihor Szamenkow
- 03.1998–05.1998:  Jewhen Zołotnycki (p.o.)
- 05.1998–11.1999:  Ihor Własenko
- 03.2000–07.2002:  Wadym Łazorenko
- 07.2002–10.2002:  Ihor Chimycz
- 10.2002–01.2003:  Ołeksandr Hołokołosow
- 2003–06.2005:  Ihor Chimycz
- 08.2004–10.2006:  Wadym Mandrijewski
- 10.2006–06.2010:  Ihor Chimycz
- 07.2010–09.2010:  Jewhen Feszczenko
- 01.10.2010–11.2010:  Jurij Małyhin
- 01.2011–06.2011:  Jewhen Feszczenko

## Inne
- Arsenał Biała Cerkiew